# ぽぴん

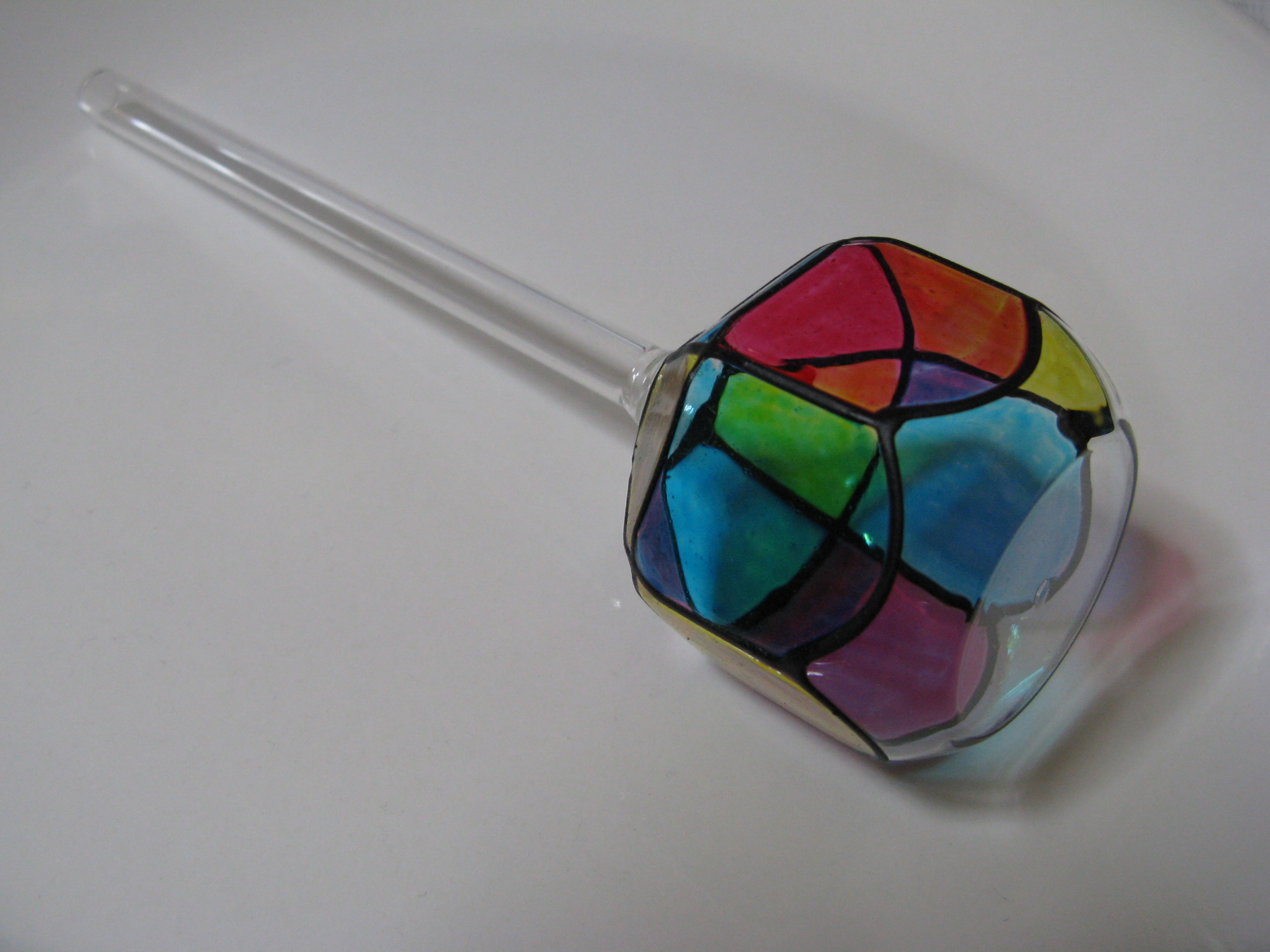
左の吹き口から息を吹き込むと、右手前の底（透明な部分）が鳴る

ぽぴんは、江戸時代のガラス製の玩具。ぽっぴん、ぽぺん、ぽべん、ぽっぺん、ぽんぴん、ぴんぽんとも。オランダ伝承の玩具でビードロともいう。「ビードロ」の語源は、ポルトガル語のvidro（ガラスの意味）である。
首の細いフラスコのような形をしていて、底が薄くなっており、長い管状の首の部分を口にくわえて息を出し入れすると、気圧差とガラスの弾力によって底がへこんだり出っ張ったりして音を発する。
江戸時代後期に中国から伝わり、明治時代中期に大流行した。正月にビードロを吹くと厄よけになると言われ、正月の縁起物として扱われた時代もあった。しかし、壊れやすいことや怪我をしやすいことから、徐々に縁起物としては扱われなくなった。
福岡県の筥崎宮の放生会では「ちゃんぽん」と呼ばれ、頒布されている。

## ぽぴんの登場する作品

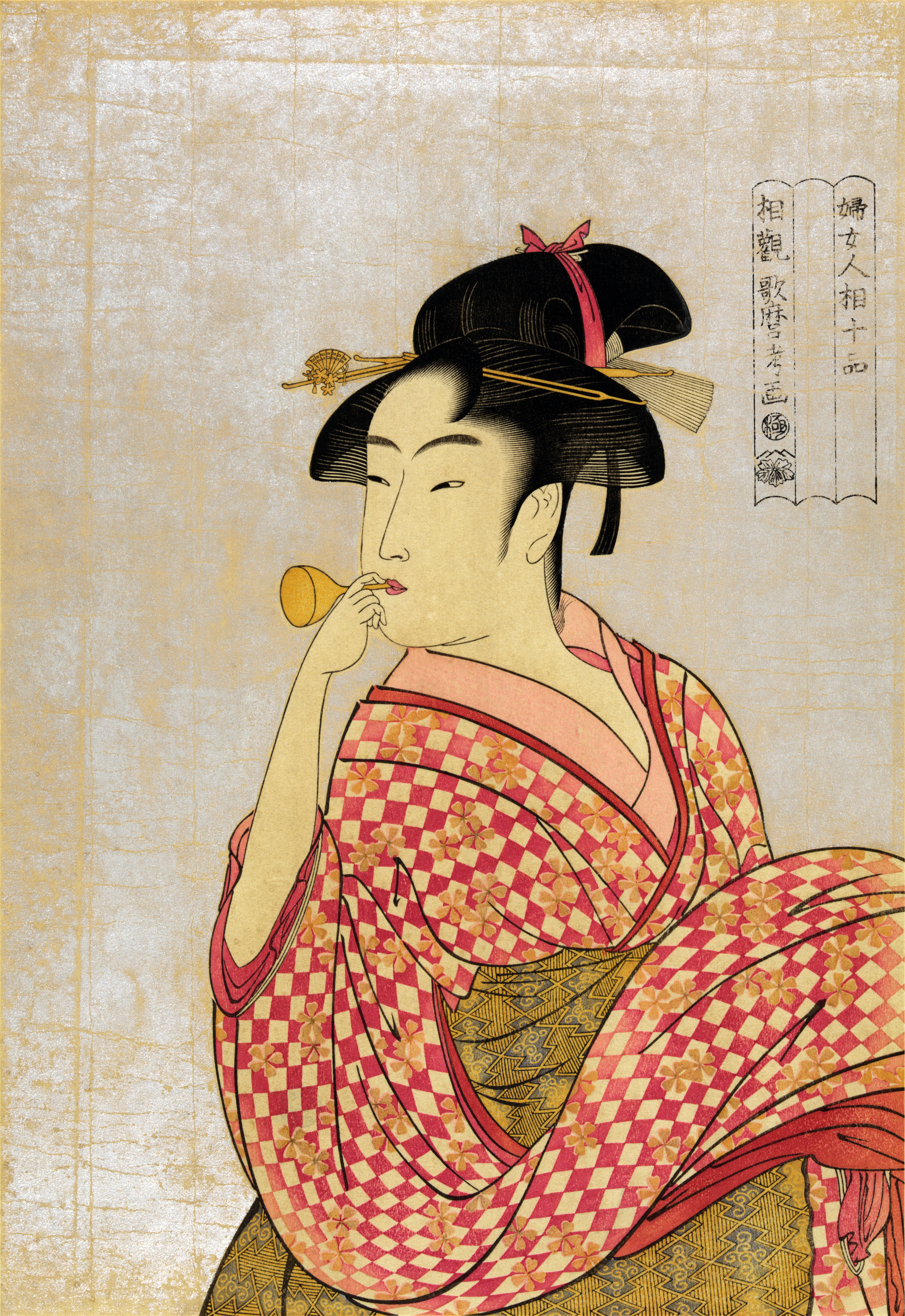
ポッピンを吹く女（喜多川歌麿）

- ビードロを吹く娘（ビードロを吹く娘、ビードロを吹く女、ポペンを吹く娘） - 浮世絵師の喜多川歌麿の美人画[4]
- 河童の皿 - 上方落語
- ぽっぺん先生 - 舟崎克彦の児童文学シリーズ
- ビードロ風鈴の女 - 千野隆司の小説
- 必殺仕事人V・激闘編 - はぐれ仕事人の参がぽぴん売りで、殺し技もぽぴんを使用する
- ポケットモンスターシリーズ - アイテムとして「あおいビードロ」など数種類が登場する。